# 龙头山臭蛙
龙头山臭蛙（学名：Odorrana leporipes），一种分布于中华人民共和国广东省和海南岛 等地区的两栖动物，隶属于蛙科臭蛙属。
本种曾被认为是大绿臭蛙（Odorrana livida）的同物异名。2003年，研究人员基于野外考察、形态学比较、形态量度分析、DNA数据和同工酶研究，恢复本种为有效种。